# Гамма (фабрика)
ОАО «Гамма» — предприятие лёгкой промышленности, одна из первых российских фабрик по производству чулочно-носочных изделий.

## История

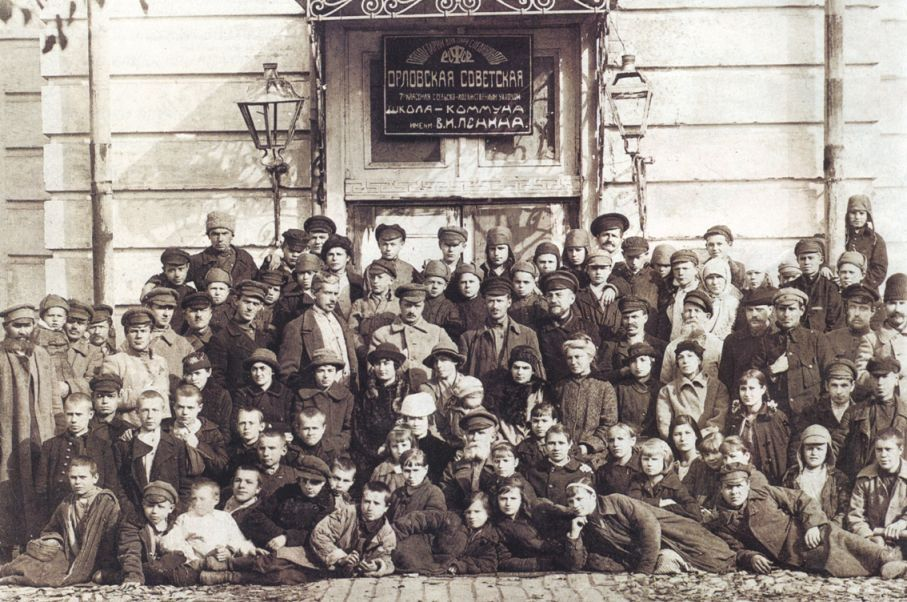
1934 год. Первые выпускники школы-коммуны. Из её мастерских выросла фабрика

1 января 1934 года в документах городского архива значится трикотажная фабрика Орловского промкомбината. Этот год официально считается годом основания одного из первых предприятий по производству чулочно-носочных изделий.
В приказе Народного Комиссариата лёгкой промышленности РСФСР №30 от 28 апреля 1939г. описан  план организации прядильно-чулочной фабрики в Орле, согласно которому  в корпусах требуется установить 6900 прядильных и 1800 крутильных веретён, а производственную мощность определить в 5,6 млн. пар чулочных изделий в год.
В 1940 году на фабрике было установлено новое оборудование - мотальные машины, оверлоки, центрифуги, красильный аппарат, паровые утюги.  Началось строительство нового корпуса, были сданы в эксплуатацию общежитие для работников фабрики и детский сад.  Реализации намеченных планов помешала Великая Отечественная война.

### Военные годы

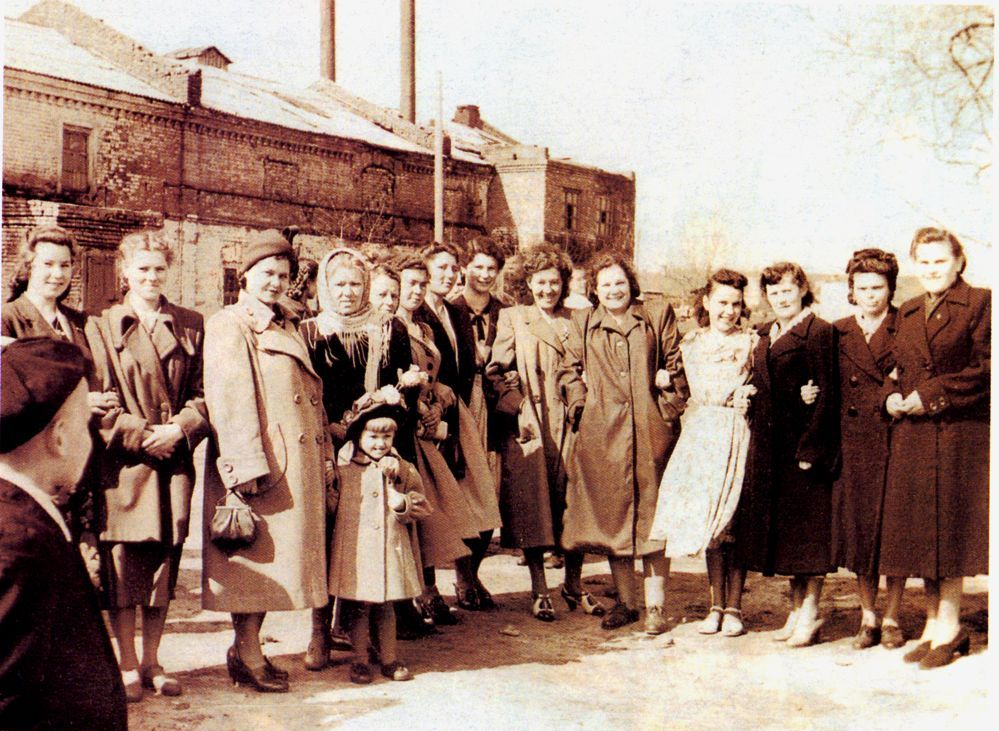
1948 год. На фоне восстановленного вязального цеха

Вместо ушедших на фронт  мужчин у станков встали женщины и дети, работать приходилось круглосуточно. В октябре 1941 года гитлеровские войска заняли Орел, практически все оборудование фабрики было вывезено немцами в Германию, производственные корпуса были разрушены.
После освобождения началось строительство нового Орла. Днем люди работали на производстве, вечером - восстанавливали улицы. Фабрика в послевоенные годы работала круглосуточно. На 1 февраля 1944 года на фабрике трудилось около сотни человек, в основном, женщины и подростки. Постепенно на предприятие вернулись прежние рабочие, поступило новое оборудование. Так, по итогам 1944 года план фабрики по некоторым позициям был перевыполнен в среднем на 300 %.

## Модернизация производства и кадров
В 50-е годы была введена в эксплуатацию дизельная электростанция, начинается реконструкция нового корпуса, котельной, склада, создаётся экспериментальная лаборатория и конструкторский отдел.

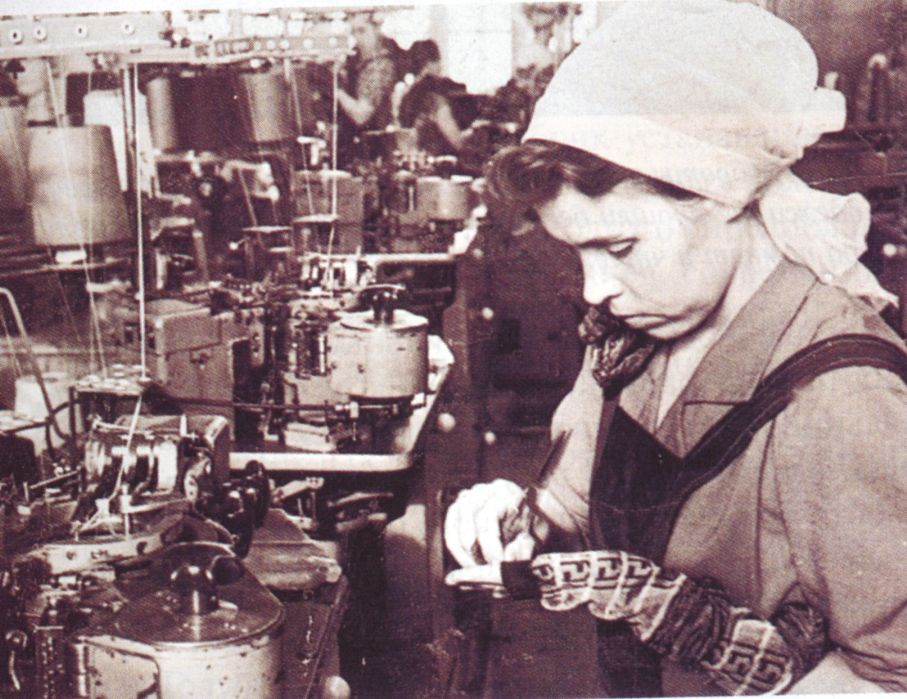
1971 год. Вязальщица чулочного цеха

В 60-70-е годы перед руководством фабрики стояла задача подготовки и переподготовки кадров, а на предприятии был открыт филиал заочного Ивантеевского трикотажного техникума, с 1972 года -  филиал техучилища им.Русанова, где ежегодно обучались профессии свыше 250 человек.
В 1989 году на фабрике происходит модернизация производства - запущено изготовление женских эластичных чулок, освоены вязальные автоматы для выпуска детских колготок.
В конце 1980-х в стране началась перестройка. Трудности в экономике перерастают в полномасштабный государственный кризис. Товарный дефицит  поспособствовал мощному импорту дешевой заграничной продукции. Многие предприятия отрасли не выдерживали конкуренции и прекращали производство. 
После приватизации 1992 года фабрика стала называться ОАО «Гамма». Генеральным директором был избран Александр Иванович Гапонов.

## Награды предприятия
Технологическое перевооружение производства и использование новых видов сырья позволило выпускать продукцию с улучшенными потребительскими характеристиками. Ежегодное  получение дипломов в конкурсе «100 лучших товаров России» только подтверждает правильность выбранной стратегии. В 2003 году ОАО «Гамма» получило международный сертификат соответствия системы менеджмента качества (IQNet), в 2008 году фабрика успешно прошла ресертификацию (IQNet) стандарта ИСО 9001:2008.
Российский аналитический журнал «Белье и колготки» отметил ОАО «Гамма» как одну из немногих компаний на отечественном рынке, соблюдающих все тонкости полного технологического цикла в производстве согласно ГОСТу, закрепив за фабрикой звание  «государственного предприятия», что у потребителя является залогом качества.

## Фабрика сегодня
Мировой финансовый кризис 2008-2011гг. спровоцировал снижение объёмов производства, падение потребительского спроса, рост безработицы, что повлияло  на работу отрасли. Однако фабрике удалось пережить кризис, о чем свидетельствуют слова Губернатора Орловской области Александра Козлова, посетившего производство ОАО «Гамма» в 2009 году. Губернатор отметил стабильную работу фабрики, несмотря на сложные экономические времена в стране 
Рост цен на сырье и промышленное оборудование, обусловленный валютным кризисом 2014-2015гг., крайне негативно отразился на российском легпроме. Однако в современных условиях импортозамещения для российских предприятий открываются новые возможности для роста и развития.

## Адрес
302026, г. Орел, ул. Комсомольская, 102